# Minucella
Minucella är ett släkte av insekter. Minucella ingår i familjen dvärgstritar.
Kladogram enligt Catalogue of Life:
| Minucella | \| \| Minucella divaricata \| \| \| \| \| \| Minucella leucomaculatus \| \| \| \| |
|           | \| \| Minucella divaricata \| \| \| \| \| \| Minucella leucomaculatus \| \| \| \| |
|           | Minucella divaricata                                                              |
|           |                                                                                   |
|           | Minucella leucomaculatus                                                          |
|           |                                                                                   |